# Ipeľské Úľany
Ipeľské Úľany – wieś (obec) na Słowacji położona w kraju nitrzańskim, w powiecie Levice. Pierwsze wzmianki o miejscowości pochodzą z roku 1259. 
Według danych z dnia 31 grudnia 2012, wieś zamieszkiwały 292 osoby, w tym 154 kobiety i 138 mężczyzn.
W 2001 roku pod względem narodowości i przynależności etnicznej 9,21% mieszkańców stanowili Słowacy, a 89,16% Węgrzy.
Ze względu na wyznawaną religię w 2001 roku 97,83% mieszkańców było katolikami rzymskimi, a 2,17% nie podało swojego wyznania.